# Эсташ, Жан

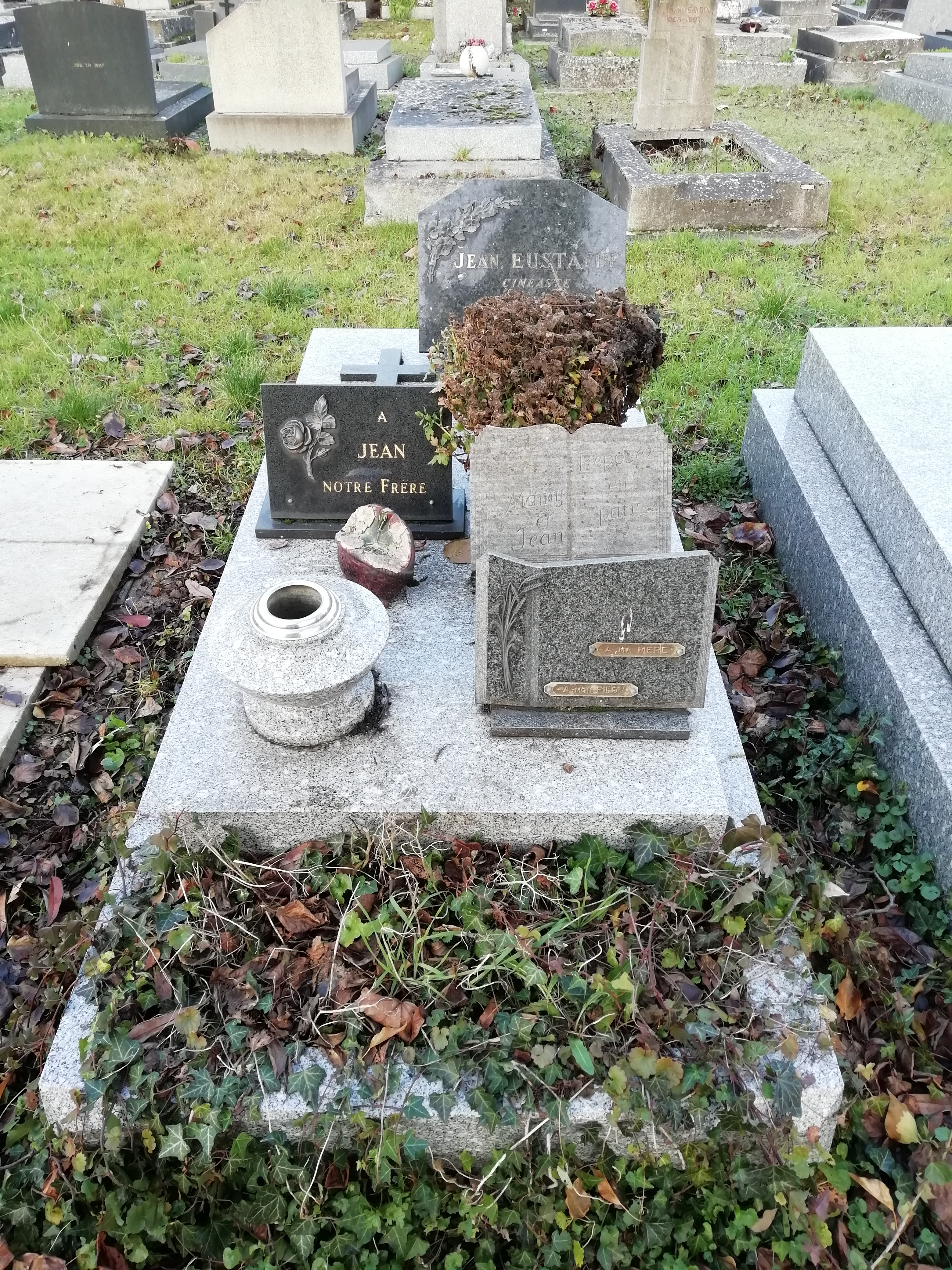
Могила Жана Эсташа на парижском кладбище Банье

Жан Эсташ (фр. Jean Eustache, 30 ноября 1938, Пессак, деп. Жиронда – 5 ноября 1981, Париж) – французский кинорежиссёр.

## Биография и творчество
Часто причисляется к режиссёрам «французской новой волны». Дружил с Эриком Ромером, но пришёл в кино позже Годара, Трюффо и других, никогда не выступал на страницах журнала Cahiers du cinéma. Снял несколько художественных фильмов («Дурная компания», 1963 год; «Дед Мороз с голубыми глазами», 1966, в главной роли — культовый актёр «новой волны» Жан-Пьер Лео; «Скромница из Пессака», 1968, и др.), документальных лент («Свинья», 1970). Но главными работами Эсташа стали фильмы «Мамочка и шлюха» (1973, с Жаном-Пьером Лео и Бернадетт Лафон, Большая специальная премия Каннского фестиваля) и «Грязная история» (1977, один и тот же сюжет снят как документальный и как игровой фильм, во второй версии главную роль исполнил Майкл Лонсдейл).
Эсташ выступал также как актёр («Уик-энд» Годара, 1967; «Американский друг» Вима Вендерса, 1977, и др.).
В мае 1981 года, находясь в Греции, упал с террасы и сломал ногу. В результате несчастного случая стал к хромым на всю оставшуюся жизнь.
Жан Эсташ покончил жизнь самоубийством 5 ноября 1981 года в своем доме на улице Нолле, в Париже, выстрелив себе в сердце.

## Память
- Жану Эсташу посвящён фильм Джима Джармуша «Сломанные цветы».
- О нём снял документальный фильм французский кинорежиссёр Венсан Дьётр (2008, см.: ).

## Фильмография
- 1963 — Дурная компания (фр.)
- 1966 — Дед Мороз с голубыми глазами (фр.)
- 1968 — Скромница из Пессака (фр.)
- Мамочка и шлюха (1973)
- Мои первые увлечения / Mes petites amoureuses (1974)
- Грязная история (1977)
- Скромница из Пессака 79 (1979)
- 1980 — Les photos d’Alix (фр.)
- Le jardin des délices de Jérôme Bosch (1980)
- Contes modernes: A propos du travail (ТВ) (1982)